# Ало (Арьеж)
Ало́ (фр. Alos, окс. Alòs) — коммуна во Франции, находится в регионе Окситания. Департамент коммуны — Арьеж. Входит в состав кантона Сен-Жирон. Округ коммуны — Сен-Жирон.
Код INSEE коммуны — 09008.

## Население
Население коммуны на 2008 год составляло 123 человека.
| 1962 | 1968 | 1975 | 1982 | 1990 | 1999 | 2008 |
| ---- | ---- | ---- | ---- | ---- | ---- | ---- |
| 215  | 260  | 212  | 173  | 136  | 131  | 123  |

## Экономика
В 2007 году среди 71 человека в трудоспособном возрасте (15—64 лет) 50 были экономически активными, 21 — неактивными (показатель активности — 70,4 %, в 1999 году было 62,5 %). Из 50 активных работали 42 человека (26 мужчин и 16 женщин), безработных было 8 (4 мужчины и 4 женщины). Среди 21 неактивных 3 человека были учениками или студентами, 12 — пенсионерами, 6 были неактивны по другим причинам.